# Evan Goldberg
Evan D. Goldberg, född 15 september 1982 i Vancouver i British Columbia, är en kanadensisk manusförfattare och producent, som har haft stora framgångar tillsammans med barndomskamraten Seth Rogen. De har arbetat tillsammans med Da Ali G Show och skrivit manus till filmerna Pineapple Express, Supersugen , The Green Hornet samt This Is the End.

## Filmografi (urval)

### Som manusförfattare
- 2004 – Da Ali G Show (TV-serie)
- 2007 – Supersugen
- 2008 – Pineapple Express
- 2009 - Simpsons, avsnitt Homer the Whopper (TV-serie)
- 2011 – The Green Hornet
- 2012 – Grannpatrullen
- 2013 – This Is the End
- 2014 – The Interview

### Som producent
- 2007 – På smällen
- 2007 – Supersugen
- 2008 – Pineapple Express
- 2011 – The Green Hornet
- 2013 – This Is the End
- 2014 – The Interview
- 2019 – Good Boys
- 2023 – Teenage Mutant Ninja Turtles: Mutant Mayhem